# Persone di nome Nicholas/Calciatori
| Questa pagina contiene informazioni ricavate automaticamente dalle voci biografiche con l'ausilio del template Bio e di un bot. L'aggiornamento è periodico e automatico e ricostruisce completamente la pagina. Se manca una persona in questa lista, sei pregato di non aggiungerla, ma accertati piuttosto che la sua voce biografica contenga il template Bio e che i dati anagrafici siano correttamente compilati. Se il template Bio manca, inseriscilo tu stesso o, in alternativa, metti l'avviso {{tmp\|Bio}} che ne segnala la mancanza. Se i dati riportati sono sbagliati, correggi direttamente la voce biografica; le modifiche saranno visibili in questa lista entro pochi giorni. Per chiarimenti vedi il progetto antroponimi. La lista contiene solo le 51 persone che sono citate nell'enciclopedia e per le quali è stato implementato correttamente il template Bio. Pagina aggiornata al 23 mar 2025. |

Questa è una lista di persone presenti nell'enciclopedia che hanno il nome Nicholas e sono calciatori.

## A(1)
- Nicholas Addlery, ex calciatore giamaicano (Kingston, n. 1981)

## B(5)
- Nicky Bailey, ex calciatore inglese (Londra, n. 1984)
- Nick Barmby, ex calciatore, allenatore di calcio e dirigente sportivo inglese (Hull, n. 1974)
- Nick Blackman, calciatore inglese (Whitefield, n. 1989)
- Nico Bodonczy, ex calciatore statunitense (Santiago del Cile, n. 1955)
- Nicholas Bonfanti, calciatore italiano (Seriate, n. 2002)

## C(3)
- Nicholas Caglioni, ex calciatore italiano (Nembro, n. 1983)
- Nick Carle, ex calciatore australiano (Sydney, n. 1981)
- Nicholas Cusack, ex calciatore inglese (Rotherham, n. 1965)

## D(7)
- Nicholas D'Agostino, calciatore australiano (Sydney, n. 1998)
- Nick DeLeon, ex calciatore statunitense (Phoenix, n. 1990)
- Nicky Deverdics, calciatore inglese (Newcastle upon Tyne, n. 1987)
- Nicky Devlin, calciatore scozzese (Bishopbriggs, n. 1993)
- Nicholas DiOrio, calciatore statunitense (Morgan Township, n. 1921 - Green Tree, † 2003)
- Nicholas Dillon, calciatore trinidadiano (Port of Spain, n. 1997)
- Niki Torrão, calciatore sudafricano (Johannesburg, n. 1987)

## E(1)
- Nicholas Ebanks, calciatore britannico (n. 1990)

## F(1)
- Nicholas Fitzgerald, calciatore australiano (Wahroonga, n. 1992)

## G(3)
- Nicholas Gioacchini, calciatore statunitense (Kansas City, n. 2000)
- Cole Grossman, ex calciatore statunitense (Saint Louis, n. 1989)
- Nicholas Guidi, ex calciatore italiano (Viareggio, n. 1983)

## H(4)
- Nicholas Hagen, calciatore guatemalteco (Città del Guatemala, n. 1996)
- Nick Hagglund, calciatore statunitense (Cincinnati, n. 1992)
- Niko Hämäläinen, calciatore statunitense (Miami, n. 1997)
- Nicky Hunt, ex calciatore inglese (Westhoughton, n. 1983)

## J(1)
- Nicky Jennings, calciatore inglese (Wellington, n. 1946 - † 2016)

## K(1)
- Nicholas Kaloukian, calciatore armeno (Wayne, n. 2003)

## L(1)
- Nick Lima, calciatore statunitense (Castro Valley, n. 1994)

## M(9)
- Nicholas Marfelt, calciatore danese (Brønshøj, n. 1994)
- Nicky Marker, ex calciatore inglese (Exeter, n. 1965)
- Nicky Maynard, calciatore inglese (Winsford, n. 1986)
- Nicky Clark, calciatore scozzese (Bellshill, n. 1991)
- Nick Mike-Mayer, ex calciatore e ex giocatore di football americano italiano (Bologna, n. 1950)
- Nick Millington, ex calciatore statunitense (Hartford, n. 1991)
- Nicky Mohan, ex calciatore inglese (Middlesbrough, n. 1970)
- Nick Montgomery, ex calciatore scozzese (Leeds, n. 1981)
- Nicholas Muri, ex calciatore salomonese (n. 1983)

## O(2)
- Nicholas Opoku, calciatore ghanese (Kumasi, n. 1997)
- Nicholas Otaru, ex calciatore finlandese (Turku, n. 1986)

## P(5)
- Nick Pickering, ex calciatore inglese (Newcastle upon Tyne, n. 1963)
- Nicholas Pierini, calciatore italiano (Parma, n. 1998)
- Nick Pope, calciatore inglese (Soham, n. 1992)
- Nick Powell, calciatore inglese (Crewe, n. 1994)
- Nicholas Pozo, calciatore gibilterriano (Gibilterra, n. 2005)

## R(3)
- Nick Rimando, ex calciatore statunitense (Montclair, n. 1979)
- Nico Rittmeyer, ex calciatore statunitense (Savannah, n. 1993)
- Nick Rizzo, ex calciatore australiano (Sydney, n. 1979)

## S(1)
- Nicholas Siega, calciatore italiano (Novara, n. 1991)

## W(2)
- Nicholas Wadada, calciatore ugandese (Lugazi, n. 1992)
- Nico Williams, calciatore spagnolo (Pamplona, n. 2002)

## Y(1)
- Nico Yennaris, calciatore inglese (Leytonstone, n. 1993)